# Branislav Hrnjiček
Branislav Hrnjiček - em sérvio, Бpaниcлaв Xpњичeк (5 de junho de 1908 - 2 de julho de 1964) - foi um futebolista iugoslavo. Ele competiu na Copa do Mundo de 1930, sediada no Uruguai, na qual a Iugoslávia terminou na quarta colocação dentre os treze participantes.